# Dysoxylum huntii
Dysoxylum huntii är en tvåhjärtbladig växtart som beskrevs av Merrill och Setchell. Dysoxylum huntii ingår i släktet Dysoxylum och familjen Meliaceae. Inga underarter finns listade i Catalogue of Life.